# Garrosse
Garrosse ist eine Ortschaft und eine ehemalige französische Gemeinde mit 303 Einwohnern (Stand 1. Januar 2022) im Département Landes in der Region Nouvelle-Aquitaine (vor 2016: Aquitanien). Die Gemeinde gehörte zum Arrondissement Mont-de-Marsan und zum Kanton Pays Morcenais Tarusate.
Der Erlass vom 16. November 2018 legte mit Wirkung zum 1. Januar 2019 die Eingliederung von Garrosse als Commune déléguée zusammen mit den früheren Gemeinden Morcenx, Arjuzanx und Sindères zur Commune nouvelle Morcenx-la-Nouvelle fest. Der Verwaltungssitz befindet sich in Morcenx.
Der Name in der gascognischen Sprache lautet Garròssa. Er könnte vom gascognischen Präfix garr- abgeleitet sein, der ein dicht bewaldetes Land beschreibt. Eine andere Vermutung ist die Ableitung von einer Person namens Garus zusammen mit dem Suffix -os mit der Bedeutung „Ort des Garus“.
Die Einwohner werden Garrossais und Garrossaises genannt.

## Geographie
Garrosse liegt ca. 40 Kilometer nordwestlich von Mont-de-Marsan in den Landes de Gascogne.
Umgeben wurde Garrosse von den Nachbargemeinden:
| Solférino                                     | Morcenx (Morcenx-la-Nouvelle)               |                               |
| Sindères (Morcenx-la-Nouvelle) Onesse-Laharie | Kompassrose, die auf Nachbargemeinden zeigt | Morcenx (Morcenx-la-Nouvelle) |
| Lesperon                                      | Rion-des-Landes                             |                               |

Garrosse liegt im Einzugsgebiet des Flusses Adour.
Der Ruisseau le Mouréou, hier auch Ruisseau de Yon oder Ruisseau du Bourg genannt, ist ein Nebenfluss des Bès und entspringt in Garrosse.
Nebenflüsse des Ruisseau le Mouréou durchqueren ebenfalls das Gebiet der Gemeinde:
- der Ruisseau de Pilaton, der in Garrosse entspringt,
- der Ruisseau de la Tronque mit seinen Nebenflüssen,
  - dem Ruisseau du Roy und
  - dem Ruisseau de Hinaout,
- der Ruisseau de Mons, auch Ruisseau de Baqueyron genannt, und
- der Ruisseau de Clédasse, der auch Ruisseau de Canlorbe genannt wird und in Garrosse entspringt.[6]

## Geschichte
Eine Römerstraße führte von Burdigala (Bordeaux) nach Aquae Tarbellicae (Dax) in der Nähe der heutigen Gemeinde im Herzen eines Moorgebiets vorbei. Sie wurde Antoninus-Straße genannt nach dem römischen Kaiser Caracalla (188–217) mit seinem offiziellen Kaisernamen Marcus Aurel(l)ius Severus Antoninus. Obwohl die Kirche Sanctus Matinus de Garros bereits im 12. Jahrhundert auf der Karte der Kirchen des Bistums Dax aufgeführt war, erfolgte die erstmalige Erwähnung des Dorfes in den Aufzeichnungen erst im Jahre 1274. Garrosse war Sitz einer kleinen Grundherrschaft, die auf einer Motte errichtet wurde. Sie unterstand den Baronat von Brassenx mit dem Hauptsitz in Arjuzanx, das dem englischen König Heinrich III. gehörte. Garrosse wurde am 7. Mai 1274 von der Dame Douce Le Parquer, Tochter des Ritters Jean Le Parqueran, an seinem Nachfolger Eduard I. gegen „vier Livre und 10 Mars Sterling“ verkauft. In der Folgezeit entwickelte Garrosse eine Wirtschaft auf Basis der Forstwirtschaft, die die in der Region verbreitete traditionelle Schafzucht verdrängte. Die Gewinnung von Baumharz und die Holzverarbeitung war bis zum Beginn des 20. Jahrhunderts erfolgreich. Mehrmals wurde versucht, Garrosse in die Nachbargemeinde Sindères einzugliedern, aber der französische Innenminister gab am 4. Mai 1844 sein endgültiges Veto und die Gemeinde blieb bis heute eigenständig.

### Einwohnerentwicklung
Nach Beginn der Aufzeichnungen stieg die Einwohnerzahl in der zweiten Hälfte des 19. Jahrhunderts auf einen Höchststand von rund 460. In der Folgezeit sank die Größe der Gemeinde bei kurzen Erholungsphasen bis zu den 1970er Jahren auf 210 Einwohner, bevor eine moderate Wachstumsphase auf bis zu rund 325 Einwohner zu Beginn des 21. Jahrhunderts einsetzte, die dann aber in der Folge wieder stagnierte.
| Jahr      | 1962 | 1968 | 1975 | 1982 | 1990 | 1999 | 2006 | 2010 | 2022 |
| --------- | ---- | ---- | ---- | ---- | ---- | ---- | ---- | ---- | ---- |
| Einwohner | 255  | 233  | 208  | 247  | 285  | 298  | 326  | 312  | 303  |

## Sehenswürdigkeiten

### PfarrkircheSaint-Martin

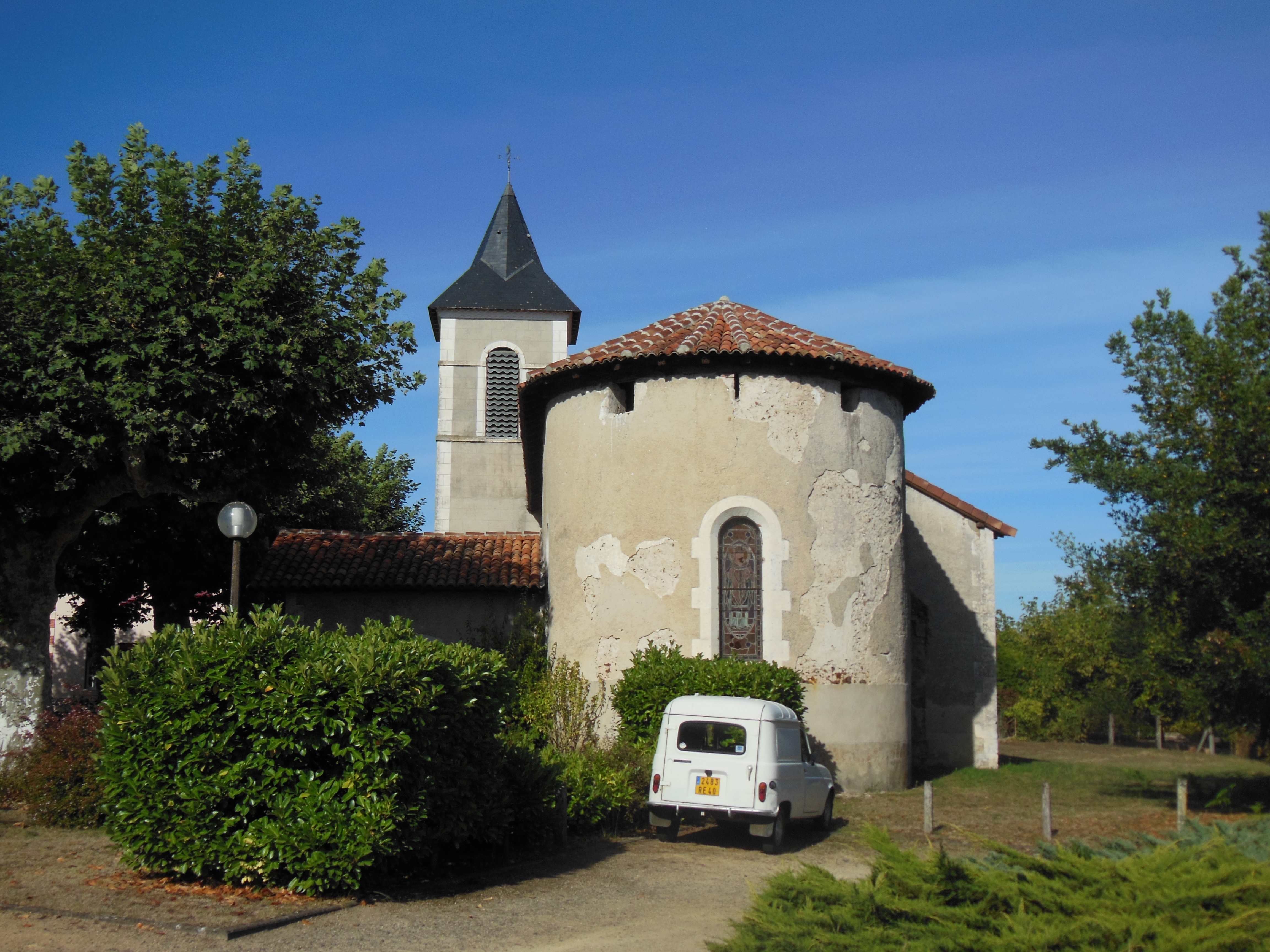
Pfarrkirche Saint-Martin

Von der ersten, im 12. Jahrhundert errichteten und Martin von Tours gewidmeten Kirche haben die romanische halbrunde Apsis und vielleicht die südliche Wand des Langhauses die Jahrhunderte überdauert. In der zweiten Hälfte des 19. Jahrhunderts wurde die Kirche verändert und erweitert. Ein Glockenturm mit Vorhalle wurde an der südwestliche Ecke der Kirche angefügt und ein Seitenschiff im Norden mit einer Länge von drei Jochen, das sich zum Hauptschiff mittels rundbogenförmiger Arkaden öffnet. Es wurden außerdem neue Fensteröffnungen geschaffen und die Dächer ausgebessert. 1990 wurde die Decke des Langhauses erneuert, gegen 2005 der Helm des Glockenturms. Die Sakristei schließt sich südlich an den Chor an. Die Wände sind im Wesentlichen aus Bruchstein errichtet, die die Verzahnung an den Mauerecken des Glockenturms und die Strebepfeiler aus Werksteinen.
Mit Ausnahme der Ausstattung der Sakristei, die aus der Zeit der Restauration stammt, datieren alle Ausstattungsgegenstände nach 1850. Die beiden Glocken sind 1856 bzw. 1960 gegossen worden. Diese und weiteres Objekte sind als nationale Kulturgüter registriert.

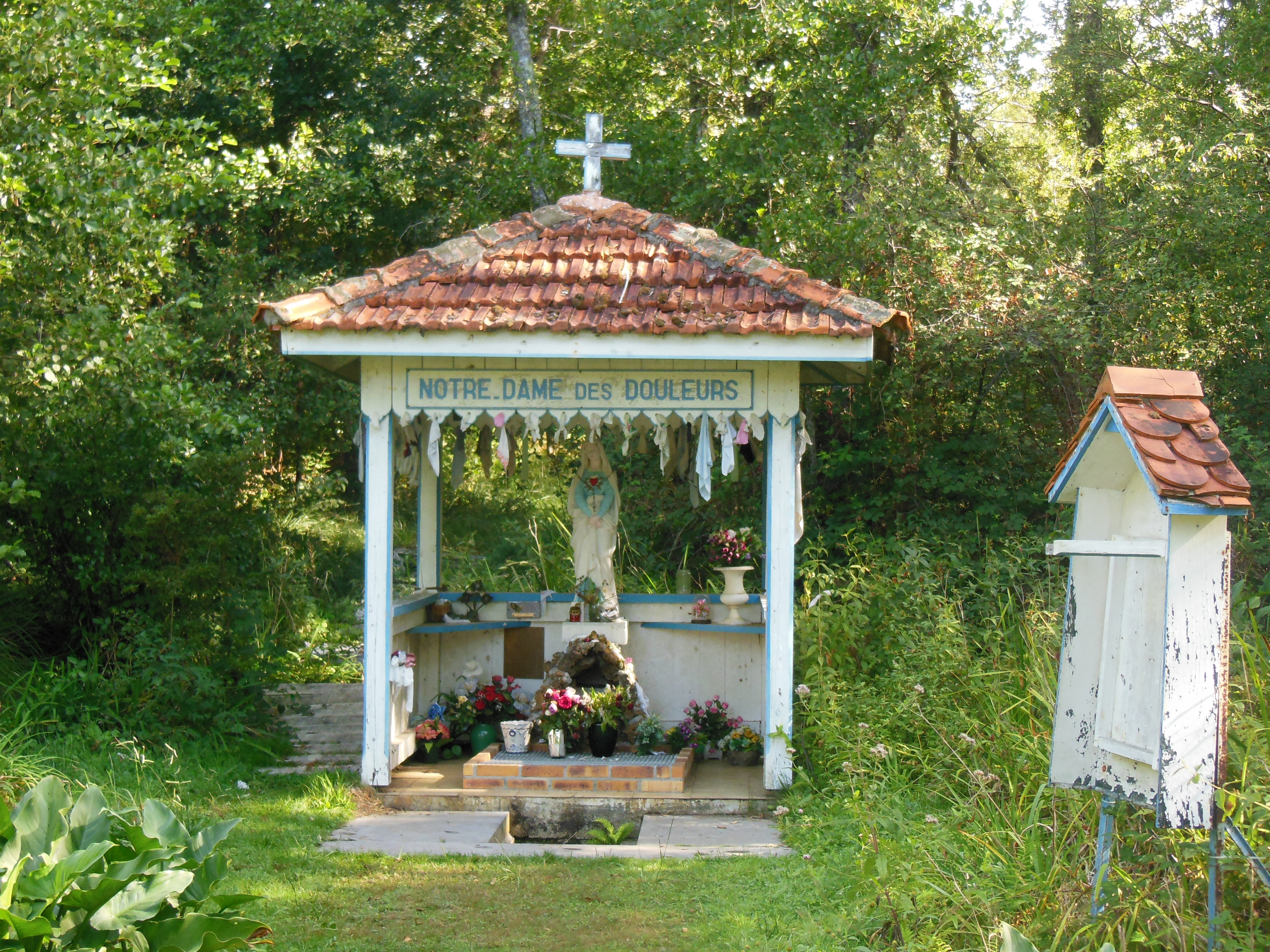
Quelle Notre-Dame des Douleurs

### QuelleNotre-Dame des Douleurs
Ihr Wasser ist leicht schwefelhaltig und soll bei Rheuma und Darmbeschwerden helfen. Bis 1960 führten jährlich zwei Prozessionen, am Pfingstmontag und am dritten Sonntag im September, zu dieser Quelle. Der Name der Quelle leitet sich von den sieben Schmerzen Mariens ab.

## Wirtschaft und Infrastruktur
Handel und Dienstleistungen sind die wichtigsten Wirtschaftsfaktoren des Orts.

### Verkehr
Garrosse wird durchquert von der Route départementale 38.

## Persönlichkeiten
François Batbedat, geboren am 1. April 1745 in Bayonne, gestorben am 20. November 1806 in Vicq-d’Auribat, war Kaufmann, Reeder, Politiker, gascognischer Literat und Pionier auf dem Gebiet der Aufforstung der Landes. Er importierte Waldkiefern, erreichte auf seinem Landgut in Garrosse ihre Akklimatisierung und sorgte für eine Verbreitung der Baumart in den Landes, indem er ihre Samen zur Verfügung stellte.